# Kevin Kampl
Kevin Kampl (født d. 9. oktober 1990) er en tysk-slovensk professionel fodboldspiller, som spiller for Bundesliga-klubben RB Leipzig.

## Klubkarriere

### Tidlige karriere
Kampl begyndte sin karriere hos Bayer Leverkusen, hvor han gjorde sin professionelle debut med reserveholdet i 2009. Han blev i 2010 udlånt til Greuther Fürth.
Kampl skiftede i 2011 til VfL Osnabrück, hvor han imponerede. Herefter skiftede han til VfR Aalen i 2012.

### Red Bull Salzburg
Efter at kun have spillet 4 kampe for Aalen, skiftede Kampl til Red Bull Salzburg i august 2012, efter at de havde betalt hans frikøbsklausul.
I sin tid hos Salzburg var Kampl med til at vinde den østrigske Bundesliga og den østrigske pokaltunering.

### Borussia Dortmund
Kampl skiftede i januar 2015 til Borussia Dortmund.

### Bayer Leverkusen retur
Kampl vendte tilbage til hvor det startede, da han i august 2015 skiftede til Bayer Leverkusen.

### RB Leipzig
Kampl skiftede i august 2017 til RB Leipzig.

## Landsholdskarriere
Kampl er født i Tyskland til slovenske forældre, og kunne derfor vælge at spille for begge lande. Han valgte at repræsenterer Slovenien tidligt i sin karriere.

### Ungdomslandshold
Kampl har repræsenteret Slovenien på U/20- og U/21-niveau.

### Seniorlandshold
Kampl debuterede for Sloveniens landshold den 12. oktober 2012.
Kampl kom i kontrovers med landsholdet i 2016, da han trak sig fra nogle vigtige kvalifikationskampe til EM 2016. Hans slovenske holdkammarater kaldt ham herpå en desertør, hvorpå at Kampl svarede at han var udmattet.
Kampl besluttede sig i 2018 at stoppe på landsholdet. Han opnåede 28 kampe og scorede 2 mål for landsholdet.

## Titler
Red Bull Salzburg
- Østrigske Bundesliga: 1 (2013–14)
- ÖFB-Cup: 1 (2013-14)

Individuelle
- Årets Spiller i Slovenien: 2 (2013, 2014)